# Ī̧̀
Ī̧̀ (minuscule : ī̧̀), appelé I macron accent grave cédille, est une lettre latine utilisée dans la romanisation de l’alphabet grec.
Il s’agit de la lettre I diacritée d’un macron, d’un accent grave et d’une cédille.

## Utilisation
Le ī̧̀ est utilisé par certains auteurs comme translittération latin de l’êta grave et iota souscrit ‹ ῂ › grec.
La Bibliothèque nationale de France l’utilise notamment dans la romanisation du grec suivant la ISO 843 dans son catalogue

## Représentations informatiques
Le I macron accent grave cédille peut être représenté avec les caractères Unicode suivants : 
- composé et normalisé NFC (latin étendu A, diacritiques) :

| formes    | représentations | chaînes de caractères | points de code | descriptions                                                                  |
| --------- | --------------- | --------------------- | -------------- | ----------------------------------------------------------------------------- |
| capitale  | Ī̧̀               | Ī◌̧◌̀                   | U+012A U+0300  | lettre majuscule latine i macron diacritique cédille diacritique accent grave |
| minuscule | ī̧̀               | ī◌̧◌̀                   | U+012B U+0300  | lettre minuscule latine i macron diacritique cédille diacritique accent grave |

- décomposé et normalisé NFD (latin de base, diacritiques) :

| formes    | représentations | chaînes de caractères | points de code              | descriptions                                                          |
| --------- | --------------- | --------------------- | --------------------------- | --------------------------------------------------------------------- |
| capitale  | Ī̧̀               | I◌̧◌̄◌̀                  | U+0049 U+0327 U+0304 U+0300 | lettre majuscule latine e diacritique macron diacritique accent grave |
| minuscule | ī̧̀               | i◌̧◌̄◌̀                  | U+0069 U+0327 U+0304 U+0300 | lettre minuscule latine e diacritique macron diacritique accent grave |

## Sources
- Bibliothèque nationale de France, « Translittération du grec », sur Kitcat : portail d’aide au catalogage de la BnF